# GVRP
GARP VLAN Registration Protocol (GVRP) — сетевой протокол канального уровня модели OSI, позволяющий устройству локальной сети сообщить всем соседним устройствам, что оно желает принять пакеты для одной или нескольких VLAN. Главная цель GVRP — позволить коммутаторам автоматически обнаружить информацию о VLAN, которая иначе должна была бы быть вручную сконфигурирована в каждом коммутаторе. Этого можно достичь использованием GVRP — распространить идентификаторы VLAN по локальной сети. GVRP также может быть использован сетевыми серверами. Эти серверы обычно конфигурируются для вхождения в несколько VLAN, и затем сообщают коммутаторам о VLAN, к которым они хотят присоединиться.
Протокол GVRP описан в стандарте IEEE 802.1p.

## Производители оборудования, поддерживающие GVRP
- Allied Telesis
- 3Com
- Cisco (поддерживается в Catalyst OS (CatOS), некоторых устаревших моделях, а также устройствами Linksys, продаваемыми под маркой Cisco Small Business; обычно для сходных задач на коммутаторах Cisco используют их собственный закрытый протокол VTP)
- D-Link
- Dell
- Edge-Core
- Eltex
- Enterasys
- EtherWAN
- Extreme Networks
- Foundry
- Force10 Networks
- Hewlett-Packard
- Huawei
- Juniper
- Kyland
- Linksys (до марта 2013 года подразделение Cisco)
- Moxa
- Planet
- Procurve Networking (HP)
- QTECH
- Raisecom
- RuggedCom
- SMC Networks
- SNR
- TP-LINK
- ZyXEL
- ZTE
- ОАО НПП «Полигон»